# Bholath
Bholath är en ort i Indien.   Den ligger i distriktet Kapurthala och delstaten Punjab, i den norra delen av landet, 400 km nordväst om huvudstaden New Delhi. Bholath ligger 235 meter över havet och antalet invånare är 10 669.
Terrängen runt Bholath är mycket platt. Runt Bholath är det mycket tätbefolkat, med 1 692 invånare per kvadratkilometer. Närmaste större samhälle är Kartārpur, 11,1 km söder om Bholath. Trakten runt Bholath består till största delen av jordbruksmark.